# هارنيت كين
هارنيت كين (بالإنجليزية: Harnett Kane)‏ (1910، نيو أورلينز في الولايات المتحدة - 4 سبتمبر 1984)؛ صحفي، مؤرخ وروائي أمريكي. درس في جامعة تولين.